# Daniel Ziblatt

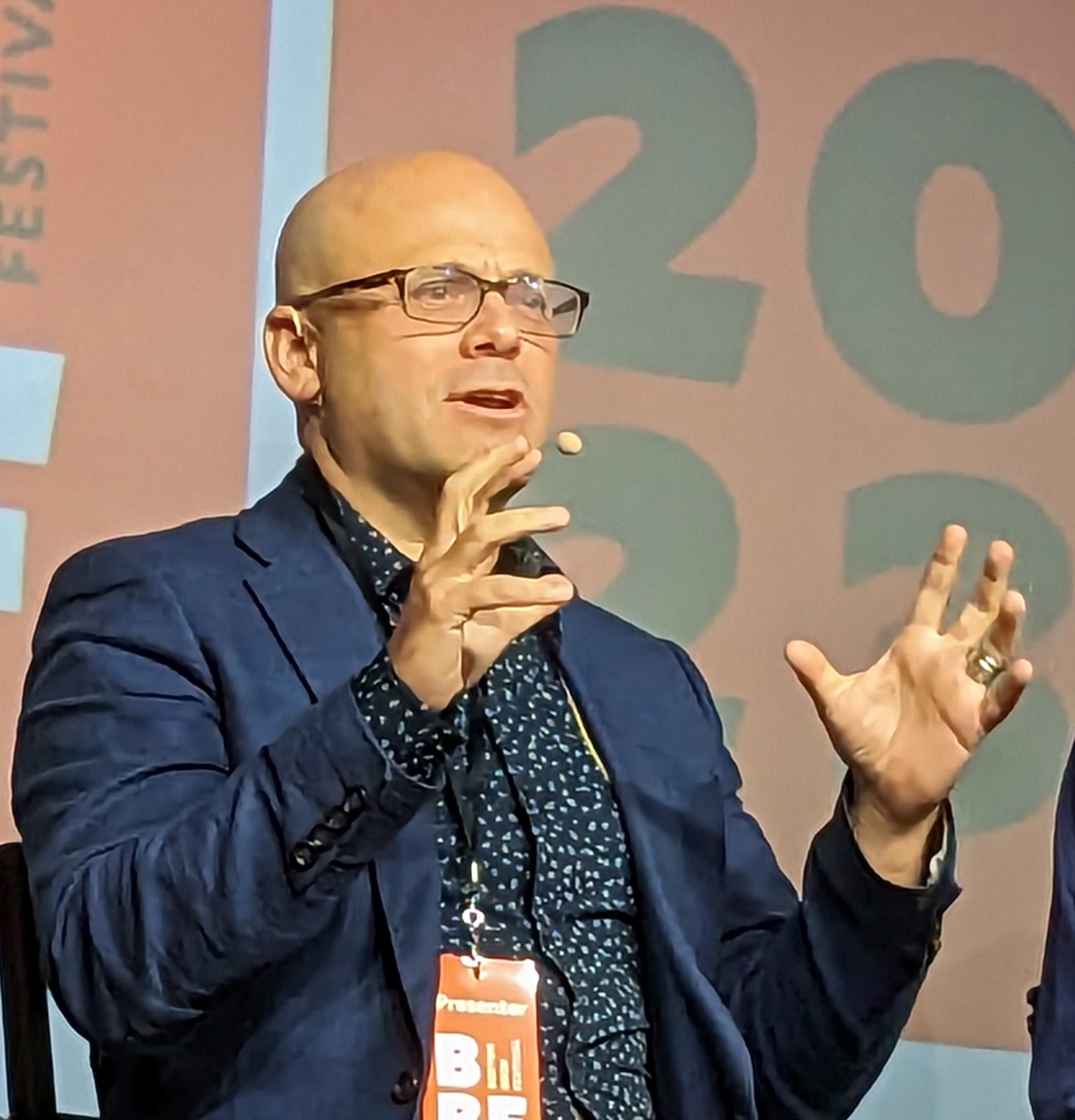
Daniel Ziblatt (2023)

Daniel Ziblatt (geboren in 1972) is een Amerikaanse politicoloog en sinds 2018 Eaton Professor of the Science of Government aan de Harvard University .

## Onderwijs
Ziblatt heeft een BA in Duitse studies en politiek van Pomona College en een PhD in politieke wetenschappen van UC Berkeley . 

## Onderzoek
In 2018 publiceerde Ziblatt samen met Harvard-collega Steven Levitsky How Democracies Die . Het boek onderzoekt de omstandigheden waaronder democratieën van binnenuit kunnen instorten, in plaats van door externe gebeurtenissen zoals militaire staatsgrepen of buitenlandse invasies. How Democracies Die kreeg veel lof. Het stond een aantal weken op de bestsellerlijst van The New York Times en zes weken op de non-fictiebestsellerlijst van het Duitse weekblad Der Spiegel . 
Het boek werd door The Washington Post, Time en Foreign Affairs erkend als een van de beste non-fictieboeken van 2018.

## In Nederlandstalige Media
De boeken How Democracies Die en Tyranny of the Minority over Amerika in het huidige tijdsgevricht, waren aanleiding voor een podcast aflevering van Björn in the USA. In de podcastaflevering Tirannie van de minderheid? De geblutste democratie van Amerika gaat het over hoe Donnald J. Trump in 2016 het Witte Huis wist te veroveren met een minderheid van de stemmen. Hoe de Republikeinen bevooroordeeld worden het Amerikaanse kiessysteem. Alsook hoe autorieteire leiders (of zo als het in de podcast wordt genoemd would-be tirannen) hun macht kunnen oprekken omdat de Amerikaanse grondwet op veel vlakken zeer vaag is. Waardoor het Amerikaans hoog gerechtshof zo veel hun zeg moeten doen.

## Publicaties

### Boeken
- Tirannie van de minderheid: waarom de Amerikaanse democratie het breekpunt bereikte, met Steven Levitsky, (Crown, 2023,ISBN 978-0-593-44307-1 )
- Hoe democratieën sterven, met Steven Levitsky, (Crown, 2018,ISBN 9780525574538 ) – NDR Kultur Sachbuchpreis 2018; Goudsmid Boekenprijs 2019
- Conservatieve partijen en de geboorte van de democratie , (Cambridge: Cambridge University Press, 2017,ISBN 9781107001626 ) [5]
- Het structureren van de staat: de vorming van Italië en Duitsland en de puzzel van het federalisme (Princeton: Princeton University Press, 2006,ISBN 9780691121673 )